# Муратин-Колонія
Муратин-Колонія (пол. Muratyn-Kolonia) — село в Польщі, у гміні Лащів Томашівського повіту Люблінського воєводства.
Населення — 42 особи (2011).
У 1975-1998 роках село належало до Замойського воєводства.

## Демографія
Демографічна структура станом на 31 березня 2011 року:
|          | Загалом | Допрацездатний вік | Працездатний вік | Постпрацездатний вік |
| -------- | ------- | ------------------ | ---------------- | -------------------- |
| Чоловіки | 24      | 5                  | 13               | 6                    |
| Жінки    | 18      | 1                  | 8                | 9                    |
| Разом    | 42      | 6                  | 21               | 15                   |